# Hintergeschirr

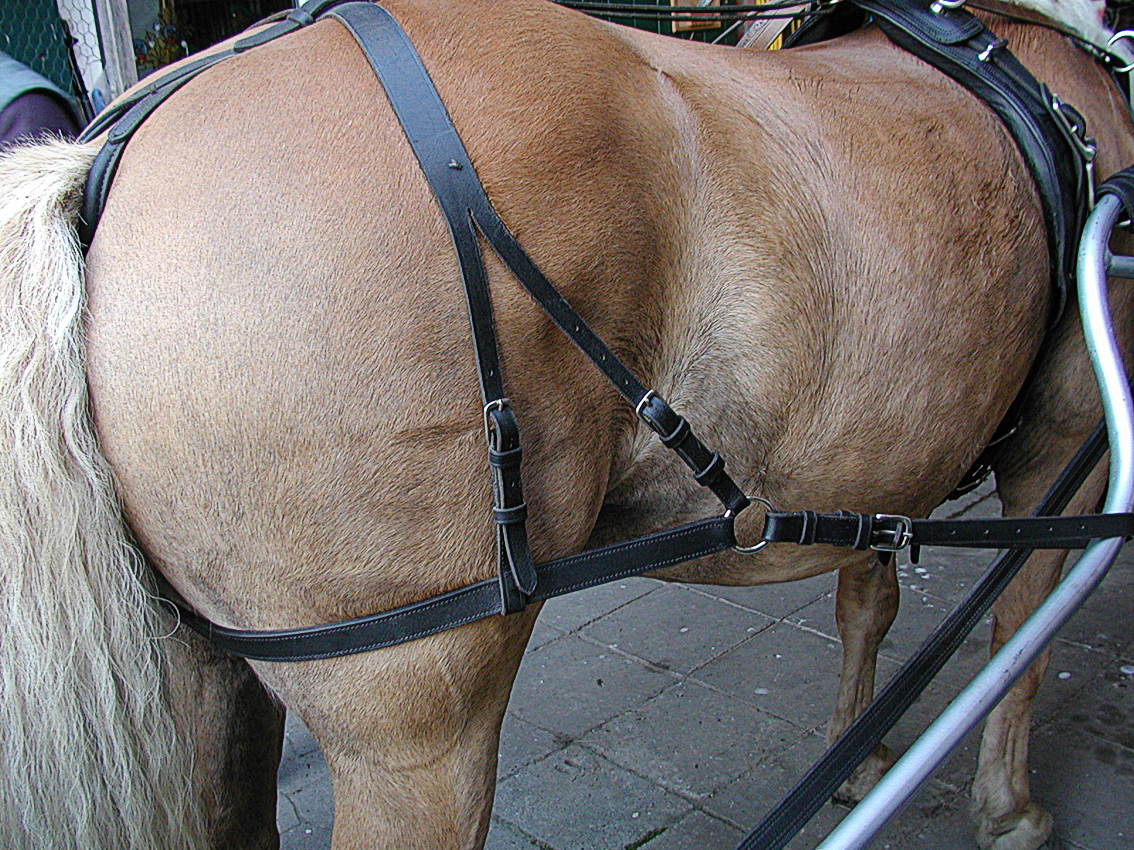
Das Hintergeschirr

Das Hintergeschirr besteht aus dem Umgang, dem Gabelriemen und dem Schweberiemen. Der Umgang verläuft an der Hinterhand des Pferdes, genauer  am Oberschenkel um das Hinterteil des Pferdes, entlang. Der Schweberiemen befindet sich am Schweifriemen, führt über die Kruppe des Pferdes und endet im Umgang. Es wird durch die Gabelriemen an der Schere oder Gabel (die „Stangen“ links und rechts des Pferdes) an Metallösen befestigt. 
Das Hintergeschirr wirkt der schiebenden Kraft des Wagens entgegen und verhindert ein Auflaufen dessen in die Hinterbeine des Pferdes.
Es wird vor allem bei Geschirren für Einspänner verwendet, aber auch in bergigen Regionen bei anderen Anspannungsarten.